# Роденго-Сајано
Роденго-Сајано (итал. Rodengo-Saiano) је насеље у Италији у округу Бреша, региону Ломбардија.
Према процени из 2011. у насељу је живело 7507 становника. Насеље се налази на надморској висини од 180 м.

## Становништво
Према резултатима пописа становништва 2011. у општини је живело 8.795 становника.
| 1951. | 1961. | 1971. | 1981. | 1991. | 2001. | 2011. |
| ----- | ----- | ----- | ----- | ----- | ----- | ----- |
| 3.427 | 3.573 | 3.724 | 4.533 | 5.259 | 7.507 | 8.795 |

## Партнерски градови
- Киртен